# TTSneo
TTSneo（ティーティーエス・ネオ）はスクリプト型プログラミング言語のひとつ。開発者はゆうと。動作可能OSは、Windows 98/Me/2000/XP。NTや95でも一部機能制限があるものの、使用可能である。Vista/7にもほとんど対応している。旧称はTechnology Terminal Script（テクノロジ・ターミナル・スクリプト）。

## 概要
日本語ベースのため、日本語に近い形でプログラムのソースコードを作成することができる。また、言語作成にあたって、ロゴライターのソースコードを基調としているため、主に図形関係を得意とするが、最近は他の関数や命令を重点に強化されているため、徐々に衰退している。
本体はVisual Basic6.0で作成されており、そのソースコードは公開されていない。インタープリタ型なので実行速度は遅い。
Visual Basicに用意されているほとんどのGUI部品を利用でき、外部DLLやAPIとの連携も可能なため、既存の機能よりもさらに高度なアプリケーションを作成することができる。
また、Visual Basicの様な、RADを搭載し、アプリケーションの開発を安易に行うことが出来る。
2008年7月27日には、開発言語を.NET Frameworkに変え、文法や仕様などを刷新した新言語「プロデル」のベータ版がリリースされた。

## 言語仕様

### 基本
オブジェクト指向言語ではなく、手続き型言語である。このためこれによって作られたプログラムは、一行目から順番に実行されていく形で、BASICによく似ている。
基本的には命令や代入をおいて改行して、また命令か代入がきてまた改行してという形に、一行に一命令が入るのが基本的な文法であるが、「。」で一行に複数の命令を入れることもできる。
ウィンドウを表示して動く、一般的なアプリケーションを作る際は、ウィンドウを表示する命令を実行した後、「待機」命令でメッセージループに入る。この後、「待機」命令の後に記述された「手順」が、TTSneoがウィンドウメッセージを受けたときに実行され、GUIによるユーザーからの入力に対応する。といったようにプログラムが成り立つ。
なにも必ずウィンドウを生成しなければならないわけではない。ただそうしたほうが見栄えはよい。
命令と関数といった風に分離されている。関数は処理をして値を返すもの、命令は値を返さず処理のみという仕組みである。しかし、文法は異なる。
具体的なプログラムの中身は、命令や代入などをなんども記述していく形で構成される。関数は単独では使用しない。

### 命令
「○○を□□」という形で、動詞が後に来るように命令する。文末の表現が自由にできる（「変えろ」を、「変えてください」など）。

### 関数
「△△は、□□（○○、●●、...）」という形になる。
処理を行い、必ず値を返すものが関数である。関数は命令や代入の補助的な役割で、単独で使用はできない。
また、必ず変数に代入する形で使う。
しかし、バージョン1.67.1963から、オリジナル命令・関数の単独使用が可能になった。
ただ、これはあくまでもオリジナル命令だけである。
文体は、以下のとおりである。

’今までどおりの文体

変数は、手順名（「A」）

手順名（「A」）を表示

’新しい文体

手順名（「A」）

### 手順
手順を使って、処理をたらい回しにすることもできる。これを使うことにより、ソースコードは小さくなり、速度も速く無駄のないプログラムが作れる。
手順の始まりは「手順は　[手順名]」（[手順名]は好きなものに変えられる）、手順の終わりは「終わり」と書いて表現する。
手順を呼び出すには、命令のように手順名を書くだけでよい。
手順を使って、自作の命令や関数を作ることもできる。

### 変数と命名規則
日本語ベースのため、当然変数名には日本語を使用することができる。
変数は、すべて文字列によって管理され、宣言は必要ない。代入は「～は　～」「～=～」といった形ですることができ、代入する際定義されていない変数は自動的に生成される。なお、「は」を使って代入する際には、「は」の後にスペースや読点（、）、全角カンマ（，）を書く必要がある。（＝の場合は必要ない）

### その他の文法
命令が終わった印として「。」を利用できるが、これは無視される。しかし、「。」を使うことで一行に複数の命令をおくことができる。
コメント (コンピュータ)はBASICのような「’」（アポストロフィー）の記号(半角または全角)、「//」または「ーー」に続けて次の改行までで表すことができる。TTSneo1.5よりブロックコメントに対応し、/*と*/で括って表す。

## TTSneoのHello!worldの例
```
「Hello!［改行］world」を表示
ーー"［改行］" の "［］"は全角。

```